# Zanthoxylum ovatifoliolatum
Zanthoxylum ovatifoliolatum là một loài thực vật có hoa trong họ Cửu lý hương. Loài này được (Engl.) Finkelstein miêu tả khoa học đầu tiên năm 1979.